# Pedro Cortés y Larraz
Pedro Cortés y Larraz (Belchite, 6 de juliol de 1712 - Saragossa, 7 de juliol de 1786), fou un eclesiàstic aragonès que arribà a esser arquebisbe de Guatemala i bisbe de Tortosa.

## Biografia
Neix el 6 de juliol de 1712, a Belchite, al si d'una família d'infançons. Els seus pares foren Pedro Cortés i Ana Espinosa Larraz. Va estudiar a la universitat de Saragossa i obtenir el títol de doctor en teologia el 31 d'agost de 1741.
Ordenat sacerdot, fou capellà de l'hospital de la Mare de Déu de Saragossa, i rector de les parròquies d'Ejulve (1743), Ràfels (1746) i Híjar. L'any 1754 aconseguí per oposició el càrrec de canonge penitenciari de la catedral de Saragossa. Poc després, abans de 1757, fou nomenat professor de la universitat.
El 3 de juny de 1766 el rei Carles III el nomena arquebisbe de Guatemala, arriba al port de Veracruz en juliol de 1767, és consagrat per Francisco Fabián y Fuero, bisbe de Puebla de los Ángeles el 24 d'agost del mateix any, i pren possessió el 21 de febrer de 1768 a la catedral de Santiago de Guatemala. Sols arribar, al maig de 1768 s'enfronta amb els funcionaris civils per dignificar el paper de la catedral, com símbol religiós, a l'espai urbà, escrivint al rei per demanar que la plaça de la catedral no fos utilitzada ni per execucions ni per fer curses de bous. També acaba enfrontant-se amb els canonges de la catedral a l'establir un nou reglament del funcionament del cor, i al proposar noves mesures després de la inspecció que realitza de l'església catedral, com fa constar en l'informe que envia a les darreries de 1770 al Consell d'Índies.
Abans d'acabar 1768, el 3 de novembre inicia una primera visita pastoral per part de la seva extensa arxidiòcesis, que finalitza l'1 de juliol de 1769. Impressionat per l'estat lamentable en què es trobaven els feligresos, el 31 d'agost envia la seva renúncia a Carles III, el qual la rebutja el 5 de juliol de 1770. El 22 de novembre de 1769 continua la visita pastoral i la finalitza el 29 d'agost de 1770. Aquest extens periple pastoral que compren la visita a 123 parròquies, 304 annexes i 824 hisendes, li permet la redacció d'un ampli i molt detallat informe que envia a Madrid.
El 29 de juliol de 1773 Santiago de Guatemala fou destruïda per un terratrèmol i les autoritats decideixen traslladar la capital a un altre lloc més segur. L'arquebisbe i part de la població s'oposen al trasllat. Pedro Cortés lluita durant anys contra aquesta decisió amb nombroses cartes enviades a Madrid defensant la seva postura, enfrontant-se directament amb el capità general Martín de Mayorga, el qual acaba demanant la seva substitució. Per fi, el 25 de setembre de 1777, José de Gálvez, Secretari d'Estat, li comunica que el Rei ha acceptat la renúncia que envià en 1768, i el 26 de novembre és nomenat un nou arquebisbe. Davant aquesta situació Pedro Cortés reclama el 4 de març de 1778 i li reconeixen els seus drets, i com a solució en agost de 1779 el nomenen arquebisbe bisbe de Tortosa. De tota manera el 30 de setembre de 1779 és obligat a abandonar Guatemala sense tenir confirmació papal, ja que la butlla del seu nomenament al bisbat de Tortosa és signada el 13 de desembre de 1779.
Pren possessió del bisbat de Tortosa el 4 de febrer de 1780 i feu entrada pública en novembre de 1782. Visita la diòcesi, almenys durant 1783: el 6 de juny es trobava a Alcanar camí cap al sud, el 23 del mateix mes està a Castelló, on mana la redacció dels quinqui libri en castellà, sota pena de sanció, el 5 de juliol es trobava a Vila-real, i el 13 d'octubre visitava Onda. Desenvolupa una àmplia activitat pastoral però una delicada salut li aconsella renunciar al bisbat de Tortosa a principis de 1786, per retirar-se a Saragossa.
Mor a Saragossa el 7 de juliol de 1786, i fou soterrat en el panteó de la basílica del Pilar.

## Obra
- Oración funebre en ... memoria de ... Don Gregorio Galindo, obispo de Lerida, del Consejo de Su Magestad,... (1757)[13]
- Carta pastoral (1768)[14]
- Carta pastoral ... sobre observancia de la Real Pragmática ... a cinco de abril setecientos sesenta y siete (1768)[15]
- Instruccion pastoral, que ofrece al arzobispo de Guatemala (1769)[16]
- Reglas, y estatutos del choro de la santa Metropolitana iglesia de Santiago de Guatemala (1770)[17]
- Descripción geográfico-moral de la Diócesis de Goathemala (1771).[18]
- Instruccion pastoral sobre el método práctico de administrar con fruto el Santo sacramento de la penitencia (1773)[19][20]
- [Carta pastoral] ... sobre ... el cumplimiento de los preceptos annales [sic] de la confesion, y comunion pasqual ... (1775)[21]
- Relación e informe de los daños que causó un terremoto el año de 1775 (sic) en la ciudad de Guatemala, y medios para el resarcimiento de aquellos, expresados según la oblifgación del ministerio pastoral (1775)[22]
- [Carta pastoral transmeten la butlla de Pius VI] ... veinte y cinco de diciembre del año passado de mil setecientos setenta, y cinco ... (1776)[23]
- [Carta pastoral] (1778)[24]
- [Carta pastoral sobre la] ... guerra contra los yngleses ... (1779)[25]
- Disertación theológica... (1780)[26]
- Adición a la disertación theológica... (1781)[26]
- Recuerdo paternal de lo mandado en el Santo Concilio de Trento a los Eclesiásticos que tienen Cura de Alma, sobre la obligación de residir en sus Parroquias y cómo (1785)[26]
- Apología de la Verdad y Justicia vulneradas notablemente y desfiguradas en un papel impreso en la Ciudad de Guatemala (1786)[26]